# Honorato Juan Tristull
Honorato Juan Tristull, nacido en 1507 en Valencia. Humanista, preceptor del futuro Felipe II y de su hijo el príncipe Carlos de Austria y también obispo de Osma.

## Reseña biográfica
Honorato Juan, nacido en torno a 1507, fue el primogénito de Gaspar Juan Escrivá e Isabel de Tristull. Su padre pertenecía a la ilustre familia de los Juan o Joan, concretamente a la rama asentada en la ciudad de Játiva, siendo el primero de ella que se estableció en la ciudad de Valencia para proseguir su carrera. A diferencia de su marido, Isabel de Tristull no pertenecía a la nobleza y por ello Honorato en su escudo incluyó las armas de su padre, es decir las de los Juan y los Escrivá. Este hecho favoreció que se creyera durante algún tiempo que sus apellidos fueron estos y no Juan y Tristull.
Tras una formación inicial en Valencia se trasladó en 1522 a Lovaina donde tuvo como tutor a otro valenciano, Luis Vives, que gozaba ya de una gran reputación como intelectual y que poseía una extensa red de relaciones con otros humanistas y también en el ámbito político, incluida la Corte de Carlos I. En Flandes perfeccionó sus conocimientos sobre Matemáticas, Filosofía, Derecho, Teología y Política y especialmente en lengua latina y griega. Esta especialización se basa en afirmaciones como la de Alfonso García Matamoros, catedrático de Retórica en Alcalá de Henares, que lo considera dentro de nuestro país como el introductor del estudio del latín y el griego en la Corte imperial, tal y como habían hecho en otros países el propio Luis Vives o Guillaume Budé. Otros intelectuales que destacaron sus amplios conocimientos en las lenguas clásicas fueron Nicolás Grudio, Jacobo Sadoleto, Andreas Schott o Arias Montano.
Regresó a España a fines de 1530, tras un breve servicio en las armas, como consecuencia de la muerte de su padre donde fue recibido ya como un personaje destacado. El propio Vives le aconsejó que huyera de las adulaciones y la fama y que no se posicionara en cuestiones comprometidas, especialmente en el ámbito religioso. Recordemos que estamos en un momento en el que las obras de Erasmo acababan de prohibirse en la propia Lovaina y en toda Europa había un fuerte enfrentamiento entre los erasmistas y sus detractores.
Honorato mantuvo buenas relaciones con integrantes de ambos bandos, a algunos de ellos los conocía ya de su etapa en Flandes, como es el caso de los erasmistas Reginaldo Pole o André de Resende o de los antierasmistas Tomás García, Ginés de Sepúlveda o Pedro Maluenda. Ya en estos momentos en el campo de la enseñanza de la Gramática latina y la Retórica se decantó por eliminar la influencia de Erasmo y Policiano y volver al estudio directo de las fuentes, especialmente Cicerón, Virgilio y Terencio.
Tras participar en 1541 en la expedición a Argel de Carlos I y como consecuencia de los limitados resultados que Juan Martínez de Silíceo estaba consiguiendo en la educación del futuro Felipe II, el emperador Carlos I le incorporó a la formación del príncipe, junto con Juan Ginés de Sepúlveda y Juan Calvete de Estrella. El emperador trataba de asegurar que su hijo cumpliera con el prototipo humanista del príncipe cristiano. Honorato se encargó de la enseñanza de las matemáticas y la arquitectura, así como de mejorar la capacidad del príncipe para emplear el latín como lengua de conversación.
Su nuevo puesto y el paso de los años parece que llevaron a Honorato Juan a posturas más distanciadas respecto a Erasmo. Fue un defensor de la lucha contra las herejías e incluso fue partidario de los estatutos de limpieza de sangre y de la Inquisición como medios contra las mismas. También entendía que un concilio era el único camino para la renovación espiritual del mundo católico. De hecho, Honorato Juan escribió al cardenal Reginaldo Pole en 1555 felicitándole por la desaparición de la herejía en Inglaterra y su vuelta al catolicismo; y Francisco de Guzmán le calificó como oráculo divino contra la herejía y las pérfidas interpretaciones. También se le atribuye el desenmascaramiento del “alumbrado” Agustín Cazalla en 1559 y, ya como obispo, fue calificado como fuerte defensor de la observancia de lo establecido por el Concilio de Trento y confirmó el estatuto de limpieza de sangre en su obispado para alcanzar cargos en el mismo.
Su estancia en la Corte y su participación en los viajes reales por los territorios europeos le permitieron participar en reuniones literarias, discusiones científicas y mantener correspondencia con múltiples humanistas entre ellos: Ginés de Sepúlveda, Alejo Venegas, Nicolás Grudio, Juan Poggio o Marcelo Cervino.
Al finalizar la educación del príncipe, permaneció en la Corte española como gentilhombre del Emperador e integrante de la Casa del Príncipe, hasta que en julio de 1554 y vinculado a la partida de Felipe a Inglaterra para contraer matrimonio con María Tudor, fue nombrado preceptor del infante Carlos. Trató de hacer de él un príncipe cristiano, instruyéndole en Gramática, la Filología, la Retórica, leyendo los clásicos, a la vez que formarlo para actuar con arreglo a la sabiduría y la rectitud. En su educación trató de equilibrar la historia y cultura de la Corona de Aragón, con la de Castilla. 
No obstante la actitud y aptitud del príncipe no fueron las deseables y los resultados tampoco los apetecidos. Tras el escándalo del príncipe Carlos en la declaración de lealtad de las Cortes de Castilla en 1560, Felipe II lo trasladó a Alcalá para continuar su formación junto a su maestro y dos compañeros, Juan de Austria y Alejandro Farnesio, que pasaron a tener como tutor a Honorato Juan. Pero tampoco esto solucionó los problemas y carencias que presentaba el príncipe. El pobre resultado obtenido, le valió a Honorato críticas de diversos miembros de la Corte, aunque no del rey que sobre su hijo señalaba “en juicio y ser, como en el entendimiento queda muy atrás de lo que en su edad se requiere”.
Para mejorar las retribuciones que recibía se le ofreció la vía de ordenarse sacerdote, celebrando su primera misa en el verano de 1559 y en 1564 fue nombrado obispo de la diócesis de Osma, compaginando sus tareas episcopales con las de maestro y amigo del príncipe. Como obispo publicó un Catecismo que reflejaba el espíritu tridentino, trató de mejorar la moral y costumbres de su diócesis y aumentar la disciplina eclesiástica. Tuvo que enfrentarse, además, con la pretensión de la ciudad de Soria de constituirse como diócesis independiente. Al parecer fue obispo electo de Cartagena, aunque nunca llegó a tomar posesión, pues a principios de 1566 se agravó su estado de salud y murió el 30 de julio de ese mismo año.

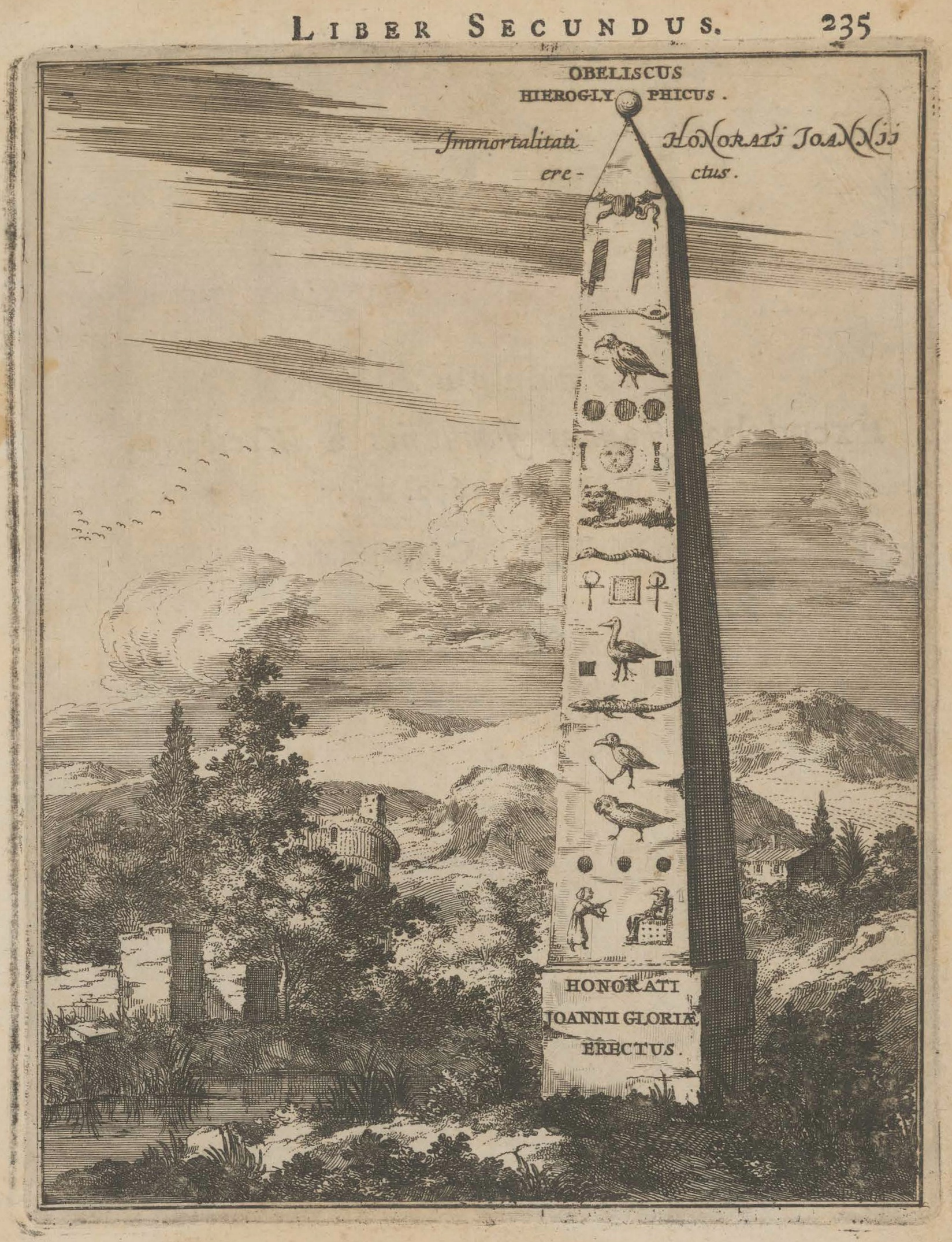
Athanasius Kircher: obelisco jeroglífico a la memoria de Honorato Juan. Ilustración de Archetypon politicum sive sapientia regnata; quam regiis instructam documenttis ex antiquo numismmate Honorati Joannii..., Amstelodami, apud Janssonium à Waesberge Anno 1672

A lo largo del tiempo se le han atribuido un vocabulario valencia-castellano, un tratado de escribir cartas y unos discursos políticos, pero sin pruebas que lo avalen. De hecho algunas atribuciones parecen completamente infundadas como el Breve Vocabulario valenciano y castellano de las voces más obscuras y anticuadas de Joan de Resa editado en Valladolid (1555), pues Honorato Juan fue su examinador según la cédula de impresión. Lo que sí es posible afirmar es que sacó a la luz en Alcalá Los libros de la Ciencia de la Astronomía de Alfonso X el Sabio, del que ordenó hacer una copia ilustrada por Juan de Herrera. También elaboró un dictamen, a petición del Consejo de Castilla, sobre las críticas de Alonso de Santa Cruz a los Anales del Reino de Aragón de su amigo Jerónimo de Zurita.
Tras su fallecimiento el príncipe Carlos ordenó que se le remitiera su biblioteca y sus colecciones de antigüedades, monedas e instrumentos astronómicos, muchas de las cuales en su día las había heredado del rector del Estudio General de Valencia y catedrático de Filosofía, Juan Andrés Estrany. Lo más selecto de estas piezas y libros, tras la muerte de Carlos, pasaron a El Escorial por orden de Felipe II, donde aún se conservan en su Real Biblioteca.
El recuerdo de la figura del humanista y de sus servicios prestados a la corona se vio estimulado en el siglo XVII especialmente por su sobrino nieto Antonio Juan de Centelles. Este jurisconsulto empleo la figura del su antepasado como medio para favorecer su propia carrera. Por ello fue el promotor e incluso escritor de algunas de las obras que durante el siglo XVII glosaron la figura de Honorato Juan.

## Obras
- Catechismus seu Manuale Oxomensis. El Burgo de Osma, Díaz de Córdoba, 1565.